# Gravellona Lomellina
Gravellona Lomellina é uma comuna italiana da região da Lombardia, província de Pavia, com cerca de 2.164 habitantes. Estende-se por uma área de 20 km², tendo uma densidade populacional de 108 hab/km². Faz fronteira com Cassolnovo, Cilavegna, Tornaco (NO), Vigevano.

## Demografia
| Variação demográfica do município entre 1861 e 2011                               |
|                                                                                   |
| Fonte: Istituto Nazionale di Statistica (ISTAT) - Elaboração gráfica da Wikipedia |